# 隕石分類
隕石分類的最終目標是將所有的隕石標本分門別類的組合起來，同一個群的隕石有一個單一的、可供識別的源頭。這個源頭可能是行星、小行星、月球、或現存於太陽系的其它天體，或是過去某一段時間存在的天體（例如，粉碎的小行星）。然而，除了少數的例外，目前的科學還不足以達成這個目標，主要是因為大多數太陽系天體的本質和系統機構還沒有足夠的資訊（特別是小行星和彗星）可以來實現這樣的分類。替代的是，現在的隕石分類是依賴物理的、化學的、同位素的、和礦物等的性質，將有相同特質的標本聚集在一起，將它們視為來自同一個母體，即使這個母體尚未被確認。以這種方式分類的隕石群，可能有幾個群是來自單一的母體、異構的母體，或是一個群中的成員，來自非常相似但特性不同的母體。這些資訊來自光譜，因此這種分類系統最有可能發展的。

## 專有名詞
上述的分類將隕石分為群（groups，見上文）基本上已經被廣泛的接受，在研究者之間尚未形成一致意見的是最合適的層次結構所需要的專有名詞。對球粒隕石，群或許可以再分出只有群中某些特徵的子群（subgroups），但被認為依然是來自單一母體的成員。另外，有些群之間明顯的有著相當密切的關係，則被稱為族（clans）。依序，群或族在球粒隕石中的關係又顯得很鬆散，通常就稱為球粒隕石類（classes），（像是碳質球粒隕石、頑火輝石球粒隕石、和 普通球粒隕石）。但在更深入的隕石分分類項目上，在大眾文化和科學界之間就顯得有點混亂了。雖然，有少許的協定可以將非球粒隕石整合在整體的分類當中。
有幾個其他的分類術語也被廣泛的使用：
- 型（Type）：在歷史上是分類中的最上層（見下文），將所有的隕石分成四種類型：球粒隕石、無粒隕石、鐵隕石和石鐵隕石[來源請求]。
- 異常：是可以確定屬於某一族群的成員，但它的一些特性卻與族群中的其他成員不同[來源請求]。
- 子群（Grouplet）：成員少於五顆隕石的臨時群[來源請求]。
- Duo：只有兩顆隕石的臨時群[來源請求]。
- 未分群（Ungrouped）：不適合任何一群的隕石，但它們可能屬於某個族或類[來源請求]（例如，Acfer 094是未分群的CM-CO族碳質球粒隕石）。

## 傳統的分類系統
隕石通常依據它們是否由岩石材料（石隕石）、金屬材料（鐵隕石）、或兩者混合（石鐵隕石）為主組成，整體全部被分成三類。這種分類至少從19世紀初期使用至今，但並沒有發生學上的意義；它們只是一個傳統和簡便的標本分類方法。實際上，石鐵是個沿用至今的錯誤名詞。有一類球粒隕石（CB）含有超過50%體積的金屬，因此，在它們與球粒隕石的親密關係被確認之前，一直被稱為石鐵隕石。一些鐵隕石也包含許多的矽酸鹽，但很少被描述為石鐵。
然而，這三種分類被廣泛的使用在隕石分類的最頂端。然後，石隕石在傳統上分為兩種：球粒隕石(這一種隕石其母體發生的變化不大，因此還保有最初形成的球粒特點)和無球粒隕石（有著複雜成因的一種隕石，涉及行星分異的小行星）。鐵隕石傳統上依照內部結構的相似性來分類（八面體隕鐵、六面體隕鐵、和無紋隕鐵），但現在這些項目純粹是描述性的目的和現代的化學群組。 石鐵隕石總是被分類為橄欖隕鐵（目前已知還包括幾個不同的組）和中隕鐵（紋理上的術語，也是現代分類中的一個同義詞）。
以下是隕石的族群融合傳統分類的層次結構如何表達的形式：
- I) 石隕石
  - 球粒隕石
    - 碳質球粒隕石
      - CI球粒隕石（Ivuna-like）群
      - CM-CO球粒隕石 （mini-chondrule）族
        - CM球粒隕石（Mighei-like）群
        - CO球粒隕石（Ornans-like）群

      - CV-CK球粒隕石族
        - CV球粒隕石（Vigarano-like）群
          - CV-oxA球粒隕石（被氧化的，Allende-like）子群
          - CV-oxB球粒隕石（被氧化的，Bali-like）子群
          - CV-red球粒隕石（reduced）子群

        - CK球粒隕石（Karoonda-like）群

      - CR球粒隕石族
        - CR球粒隕石（Renazzo-like）群
        - CH球粒隕石（艾倫山85085-like）群
        - CB球粒隕石（Bencubbin-like）群
          - CBa球粒隕石子群
          - CBb球粒隕石子群

    - 普通球粒隕石
      - H球粒隕石群
      - L球粒隕石群
      - LL球粒隕石群

    - 頑火石類球粒隕石
      - EH球粒隕石群
      - EL球粒隕石群

    - 其它的球粒隕石群，不在主要的分類之中
      - R球粒隕石（Rumuruti-like）群
      - K球粒隕石（Kakangari-like）小群（小群是成源少於5個的臨時群）

  - 無球粒隕石
    - 原始無球粒隕石（Primitive achondrites） 
      - Acapulcoite-lodranite族
        - Acapulcoite群
        - 橄欖古銅隕石群

      - 布莱奇那群（Brachinite group）
      - Winonaite群
      - 橄輝無球粒隕石群

    - HED隕石族（可能源自灶神星） 
      - 古銅鈣無球隕石（Howardites）
      - 鈣長輝長無粒隕石（Eucrites）
      - 古銅無球隕石（Diogenites）

    - 月球隕石群
    - 火星隕石群（常常稱為"SNC隕石"）
      - 輝玻無球隕石（Shergottites）群
      - 輝橄無粒隕石（Nakhlites）群
      - 純橄無球隕石（Chassignites）群
      - 其他的火星隕石，包括ALH84001

    - 鈦輝無粒隕石群
    - 頑火無球隕石群（頑火輝石無球隕石）

- II) 石鐵隕石
  - 橄欖隕鐵
    - 石鐵隕石主群（Main group pallasites）
    - 老鷹站石鐵隕石子群（Eagle station pallasite grouplet）
    - 輝石石鐵隕石子群（Pyroxene pallasite grouplet）

  - 中隕鐵群

- III) 鐵隕石
  - 火成鐵隕石（Magmatic iron meteorite）群
    - IC鐵隕石群
    - IIAB鐵隕石群
    - IIC鐵隕石群
    - IID鐵隕石群
    - IIF鐵隕石群
    - IIG鐵隕石群
    - IIIAB鐵隕石群
    - IIIE鐵隕石群
    - IIIF鐵隕石群
    - IVA鐵隕石群
    - IVB鐵隕石群

  - 非火成或原始鐵隕石群
    - IAB鐵隕石"複合體"或家族（以前的IAB和IIICD群）[1]
      - IAB主群(main group)
      - Udei站小群
      - Pitts小群
      - sLL（低Au、低Ni）子群
      - sLM（低Au、中Ni）子群
      - sLH（低Au、高Ni）子群
      - sHL（高Au、低Ni）子群
      - sHH（高Au、高Ni）子群

    - IIE鐵隕石群

### 魯賓分類法
A. E.魯賓在2000年提出他的分類法：

## 另類的分類
另兩種可供選擇的分類分別由Krot et等人（2003） 和Weisberg等人（2006）提出和出版，但在跨越群組的隕石分類上缺乏一致性的說明和協商意見。在Krot等人的分類，使用如下的層次：
- 球粒隕石
- 非球粒隕石
  - 原始的（Primitive）
  - 分異的（Differentiated）
    - 無球粒隕石
    - 石鐵
    - 鐵

並且，在Weisberg等人的分類下，隕石的族群建議如下：
- 球粒隕石
- 原始無球粒隕石
- 無球粒隕石

此處，鐵隕石和石鐵隕石取決於所屬的族群，被認為是無球粒隕石或原始無球粒隕石。

## 外部連結
- Meteorite frequencies by group （页面存档备份，存于） -自然史博物館
- Meteorite "family tree" （页面存档备份，存于） – 自然史博物館
- Meteorite Classification List （页面存档备份，存于） – 澳大利亞隕石